# Pascone
Il Pascone è un torrente della provincia di Vercelli.

## Percorso
Il torrente nasce nelle Alpi Cusiane tra il Monte Vesso e il Monte Piogera. Mantenendo in modo quasi uniforme una direzione verso sud-ovest, passa a fianco del centro di Civiasco e, dopo essere transitato tra il Monte Carrue e il poggio sul quale sorgono le rovine del castello di Barbavara, attraversa Roccapietra e si getta infine nella Sesia.

## Affluenti
Gli affluenti del Pascone riportati nella cartografia ufficiale italiana dell'IGM sono quattro:
- in sinistra idrografica:
  - Rio Ortolano, un breve corso d'acqua che scende dal monte Briasco,
  - Rio Prasale, che nasce anch'esso dal monte Briasco e confluisce nel Pascone a valle di Civiasco;
- in destra idrografica:
  - Croso Vallassero: dopo avere drenato la valletta boscosa tra il monte Vesso e il Massucco si getta nel Pascone presso la frazione Marchetto,
  - Croso di Ronco, che ha le sorgenti ad est del Monte Quarone e raggiunge il Pascone a Ronco.

## Regime idrologico

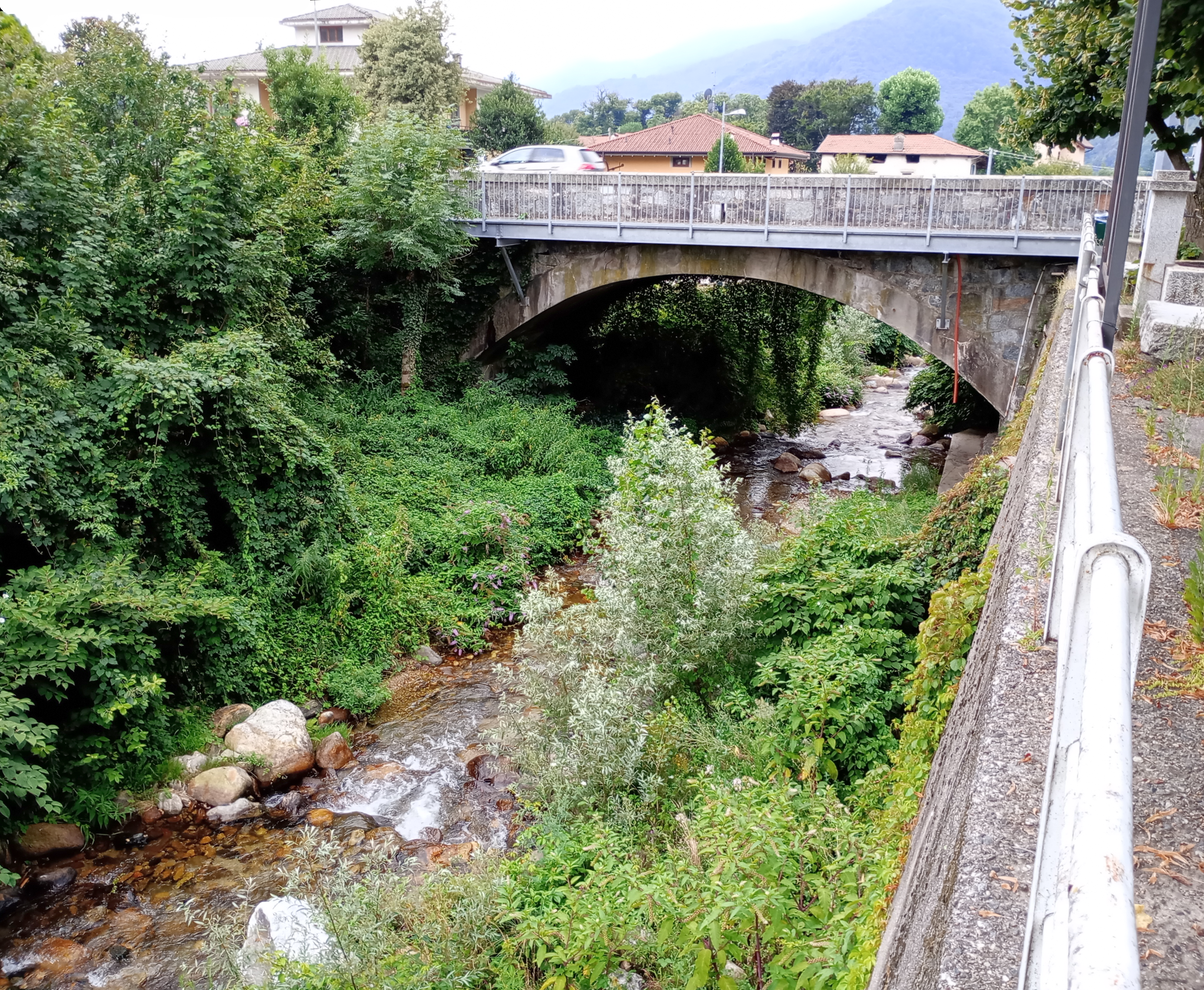
Un ponte sul Pasocone poco prima della sua confluenza nella Sesia

Il torrente può a volte gonfiarsi di acqua e danneggiare seriamente le infrastrutture e gli abitati circostanti. Questa situazione si è per esempio presentata durante una alluvione del 1755, quando il torrente distrusse tutti i ponti che lo attraversavano e travolse anche una fucina costruita sulle sue rive ed alcune abitazioni. Gravi danni furono segnalati anche nel 1855 e nel 1968, quando il corso d'acqua a Roccapietra, nei pressi della confluenza nella Sesia, cambiò il suo corso. Nel 1977 distrusse inoltre il ponte che lo attraversa, di nuovo a Roccapietra.